# Paolo Levi
Paolo Levi (* 20. Juli 1919 in Genua; † 1989 in Rom) war ein italienischer Dramatiker und Drehbuchautor.

## Leben
Levi wurde nach Anfängen als nach eigenen Aussagen erfolgloser Romancier vor allem als Hörspielautor (Die dunkle Seite des Mondes, 1951; Notwehr – Microfono d’Argento, 1952; Verabredung um 7 Uhr, 1953; Station im Nebel, 1956) und Theaterautor bekannt (Anna und das Telefon, 1951; Der Weg ist dunkel, 1953; Der Fall Pinedus; 1955).
Levi trat als Kriminalautor in Erscheinung und schrieb im Zeitraum von etwa 30 Jahren – von Beginn der 1950er bis in die 1980er Jahre – etwa 25 Filme, darunter vor allem Komödien und Giallos. Sein Skript für die Fernsehverfilmung Jekyll fand besondere Beachtung.
Levi war während des italienischen Faschismus nach Südamerika emigriert.

## Werke (Romane)
- Bestechungsversuch, Piper, ISBN 3-492-15563-4
- Du springst nur einmal, Scherz, ISBN 3-502-51566-2
- Auf dem Holzweg, Piper, ISBN 3-492-15508-1
- Der Schatten der Schwester, Piper, ISBN 3-492-15553-7

## Filmografie (Auswahl)
- 1951: Frau für eine Nacht (Moglie per una notte)
- 1955: Der Tod kam um Mitternacht (Operazione "notte")
- 1960: Rote Lippen – schlanke Beine (Labbra rosse)
- 1961: Congo vivo
- 1967: Bradock – drei Unzen Blei zum Fünf-Uhr-Tee (Troppo per vivere… poco per morire)
- 1967: Eine Kugel für Mac Gregor (7 donne per i Mac Gregor)
- 1967: Operation „Kleiner Bruder“ (O. K. Connery)
- 1974: Sieben Stunden der Gewalt (Sette ore di violenza per una soluzione imprevista)
- 1981: Die nackte Frau (Nudo di donna)